# Australia en la Copa Mundial de Rugby de 1991
La selección de rugby de Australia fue una de los 20 países participantes de la Copa Mundial de Rugby de 1991.
La segunda participación de los Wallabies es considerada la segunda mejor de toda su historia y la máxima de la era aficionada.

## Plantel
|                       | Jugador            | Edad    | Posición      | Tests | Equipo                   |
| --------------------- | ------------------ | ------- | ------------- | ----- | ------------------------ |
| Hookers y Pilares     |                    |         |               |       |                          |
|                       | Dan Crowley        | 26 años | Pilar         | ?     | Queensland Reds          |
| 1                     | Tony Daly          | 25 años | Pilar         | ?     | Randwick DRUFC           |
| 2                     | Phil Kearns        | 24 años | Hooker        | ?     | Randwick DRUFC           |
|                       | Cameron Lillicrap  | 28 años | Pilar         | ?     | Queensland Reds          |
| 3                     | Ewen McKenzie      | 26 años | Pilar         | ?     | Randwick DRUFC           |
|                       | David Nucifora     | 29 años | Hooker        | ?     | Queensland Reds          |
| Segundas líneas       |                    |         |               |       |                          |
|                       | Steve Cutler       | 31 años | Segunda línea | 39    | Gordon RFC               |
| 5                     | John Eales         | 21 años | Segunda línea | 4     | Brothers Rugby Club      |
| 4                     | Rod McCall         | 28 años | Segunda línea | 13    | Queensland Reds          |
| Alas y Octavos        |                    |         |               |       |                          |
| 8                     | Troy Coker         | 26 años | Octavo        | ?     | Harlequins FC            |
|                       | Jeff Miller        | 29 años | Octavo        | ?     | Queensland Reds          |
|                       | Brendon Nasser     | 27 años | Ala           | ?     | Queensland Reds          |
| 7                     | Viliami Ofahengaue | 23 años | Ala           | ?     | New South Wales Waratahs |
| 6                     | Simon Poidevin     | 33 años | Ala           | ?     | New South Wales Waratahs |
| Medios scrum          |                    |         |               |       |                          |
| 9                     | Nick Farr-Jones    | 29 años | Medio scrum   | ?     | New South Wales Waratahs |
|                       | Peter Slattery     | 26 años | Medio scrum   | ?     | Queensland Reds          |
| Aperturas y Centros   |                    |         |               |       |                          |
| 12                    | Tim Horan          | 21 años | Centro        | ?     | Queensland Reds          |
|                       | David Knox         | 26 años | Apertura      | ?     | Rugby Livorno 1931       |
| 13                    | Jason Little       | 21 años | Centro        | ?     | Queensland Reds          |
| 10                    | Michael Lynagh     | 28 años | Apertura      | ?     | Benetton Rugby Treviso   |
|                       | Richard Tombs      | 23 años | Centro        | ?     | New South Wales Waratahs |
| Fullbacks y Wings     |                    |         |               |       |                          |
| 11                    | David Campese      | 29 años | Wing          | ?     | Amatori Rugby Milano     |
| 14                    | Bob Egerton        | 28 años | Wing          | ?     | New South Wales Waratahs |
|                       | John Flett         | 28 años | Wing          | ?     | New South Wales Waratahs |
|                       | Anthony Herbert    | 25 años | Fullback      | ?     | GPS Rugby                |
| 15                    | Marty Roebuck      | 26 años | Fullback      | ?     | Eastwood Rugby Club      |
| Entrenador: Bob Dwyer |                    |         |               |       |                          |

## Participación
Australia integró el Grupo C, considerado el de la muerte, junto con las potencias de los Dragones rojos, los Pumas y la dura Samoa.

## Legado
Los Wallabies tuvieron la mejor defensa del campeonato, recibiendo solo 55 puntos: 19 de Argentina (máximo) y no permitiéndole anotar tries a Nueva Zelanda (único equipo). Su partido contra Irlanda es considerado el mejor del torneo.
El triunfo hizo leyendas del deporte a Campese, Lynagh y Poidevin. Al siguiente año de la consagración, las estadísticas de RA mostraron que 125.000 niños se habían sumado al rugby en el país.